# Campionati europei di nuoto 2010 - Staffetta 4x100 metri misti femminile
Le qualifiche per la finale si sono svolte la mattina del 15 agosto 2010, mentre la finale si è svolta la sera dello stesso giorno.

## Medaglie
| Posizione | Oro                                                                                                   | Argento                                                                                | Bronzo                                                                                                   |
| --------- | --- | -------------------------------------------------------------------------------------- | --- |
| Paese     | Regno Unito                                                                                           | Svezia                                                                                 | Germania                                                                                                 |
| Atlete    | Gemma Spofforth Kate Haywood Francesca Halsall Amy Smith Elizabeth Simmonds* Stacey Tadd* Jemma Lowe* | Henriette Stenkvist Joline Hoestman Therese Alshammar Sarah Sjöström Josefin Lillhage* | Jenny Mensing Caroline Ruhnau Daniela Samulski Silke Lippok Sarah Poewe* Sina Sutter* Daniela Schreiber* |

## Record
Prima della manifestazione il record del mondo (RM), il record europeo (EU) e il record dei campionati (RC) erano i seguenti.
| Record mondiale       | 3'52"19 | Cina        | 1º agosto 2009 Roma, Italia          |
| Record europeo        | 3'55"79 | Germania    | 1º agosto 2009 Roma, Italia          |
| Record dei campionati | 2'59"33 | Regno Unito | 24 marzo 2008 Eindhoven, Paesi Bassi |

Durante la competizione non sono stati migliorati record.

## Risultati batterie
| Pos. | Nazione     | Atlete | Tempo        | Batteria     | Corsia       | Note         |
| ---- | ----------- | --- | ------------ | ------------ | ------------ | ------------ |
| 1    | Regno Unito | Elizabeth Simmonds (59.91) Stacey Tadd (2:08.95) Jemma Lowe (3:07.57) Amy Smith (4:02.00)                      | 4:02.00      | 3            | 2            |              |
| 2    | Svezia      | Henriette Stenkvist (1:02.14) Joline Hoestman (2:10.57) Sarah Sjöström (3:08.70) Josefin Lillhage (4:03.43)    | 4:03.43      | 3            | 4            |              |
| 3    | Danimarca   | Pernille Larsen (1:02.65) Rikke Møller Pedersen (2:09.87) Jeanette Ottesen (3:07.45) Louise Jansen (4:03.80)   | 4:03.80      | 1            | 2            |              |
| 4    | Russia      | Maria Gromova (1:01.97) Anastasia Chaun (2:11.13) Irina Bespalova (3:09.93) Veronika Popova (4:04.75)          | 4:04.75      | 2            | 4            |              |
| 5    | Germania    | Daniela Samulski (1:01.08) Sarah Poewe (2:10.28) Sina Sutter (3:10.45) Daniela Schreiber (4:04.90)             | 4:04.90      | 3            | 6            |              |
| 6    | Italia      | Elena Gemo (1:02.18) Michela Guzzetti (2:12.48) Francesca Segat (3:12.09) Chiara Masini Luccetti (4:07.73)     | 4:07.73      | 2            | 5            |              |
| 7    | Belgio      | Jasmijn Verhaegen (1:03.14) Elise Matthysen (2:12.83) Kimberly Buys (3:12.37) Annelies De Mare (4:07.98)       | 4:07.98      | 2            | 7            |              |
| 8    | Francia     | Alexandra Putra (1:03.02) Sophie De Ronchi (2:12.45) Mélanie Henique (3:12.65) Mylene Lazare (4:08.00)         | 4:08.00      | 2            | 6            |              |
| 9    | Ungheria    | Eszter Dara (1:04.16) Krisztina Kovacs (2:14.46) Orsolya Tompa (3:15.18) Evelyn Verrasztó (4:09.78)            | 4:09.78      | 1            | 3            |              |
| 10   | Norvegia    | Ingvild Snildal (1:02.20) Katharina Stiberg (2:13.35) Sara Nordenstam (3:15.26) Cecilie Johannessen (4:10.95)  | 4:10.95      | 1            | 5            |              |
| 11   | Israele     | Anna Volchkov (1:04.67) Yuliya Banach (2:15.47) Amit Ivri (3:14.08) Marva Harpak (4:11.00)                     | 4:11.00      | 2            | 3            |              |
| 12   | Slovenia    | Anja Carman (1:03.62) Tanja Smid (2:14.58) Sara Isaković (3:14.49) Nina Sovinek (4:11.04)                      | 4:11.04      | 2            | 2            |              |
| 13   | Ucraina     | Alina Vats (1:03.73) Ganna Dzerkal' (2:14.95) Lyubov Korol' (3:15.77) Dar'Ya Stepanyuk (4:11.21)               | 4:11.21      | 1            | 4            |              |
| 14   | Serbia      | Marica Strazmester (1:05.47) Nađa Higl (2:16.77) Tijana Vukanovic (3:20.32) Miroslava Najdanovski (4:16.13)    | 4:16.13      | 3            | 5            |              |
| 15   | Turchia     | Nazliege Calisal (1:06.27) Buse Guenaydin (2:17.40) Iris Rosenberger (3:18.97) Burcu Dolunay (4:16.34)         | 4:16.34      | 1            | 7            |              |
| 16   | Slovacchia  | Katarina Filova (1:07.16) Zuzana Mimovicova (2:18.61) Denisa Smolenova (3:19.84) Mirosalva Syllabova (4:17.37) | 4:17.37      | 3            | 7            |              |
| 17   | Estonia     | Kaetlin Sepp (1:04.12) Jane Trepp (2:19.57) Annika Saarnak (3:20.64) Tess Grossmann (4:19.77)                  | 4:19.77      | 3            | 1            |              |
|      | Rep. Ceca   | Simona Baumrtova Helena Pikhartová Lenka Jarosova Marketa Strakova                                             | squalificata | squalificata | squalificata | squalificata |
|      | Polonia     | - | non partita  | non partita  | non partita  | non partita  |

## Finale
| Pos. | Nazione     | Atlete | Corsia       | Tempo        | Note         |
| ---- | ----------- | --- | ------------ | ------------ | ------------ |
|      | Regno Unito | Gemma Spofforth (1:00.39) Kate Haywood (2:07.89) Francesca Halsall (3:05.35) Amy Smith (3:59.72)             | 4            | 3:59.72      |              |
|      | Svezia      | Henriette Stenkvist (1:01.96) Joline Hoestman (2:09.65) Therese Alshammar (3:07.45) Sarah Sjöström (4:01.18) | 5            | 4:01.18      |              |
|      | Germania    | Jenny Mensing (1:01.76) Caroline Ruhnau (2:09.82) Daniela Samulski (3:09.08) Silke Lippok (4:03.22)          | 2            | 4:03.22      |              |
| 4    | Danimarca   | Pernille Larsen (1:02.37) Rikke Møller Pedersen (2:10.61) Jeanette Ottesen (3:08.15) Louise Jansen (4:04.81) | 3            | 4:04.81      |              |
| 5    | Italia      | Elena Gemo (1:01.85) Chiara Boggiatto (2:10.58) Francesca Segat (3:09.99) Chiara Masini Luccetti (4:05.53)   | 7            | 4:05.53      |              |
| 6    | Francia     | Alexandra Putra (1:03.26) Sophie De Ronchi (2:12.25) Aurore Mongel (3:12.04) Camille Muffat (4:06.76)        | 8            | 4:06.76      |              |
| 7    | Belgio      | Jasmijn Verhaegen (1:03.94) Elise Matthysen (2:13.45) Kimberly Buys (3:13.27) Annelies De Mare (4:09.33)     | 1            | 4:09.33      |              |
|      | Russia      | Maria Gromova Julija Efimova Irina Bespalova Margarita Nesterova                                             | squalificata | squalificata | squalificata |